# Rieux-en-Val
Rieux-en-Val (okzitanisch Rius en Val) ist eine südfranzösische Gemeinde mit 86 Einwohnern (Stand 1. Januar 2022) im Département Aude (Region Okzitanien). 

## Lage

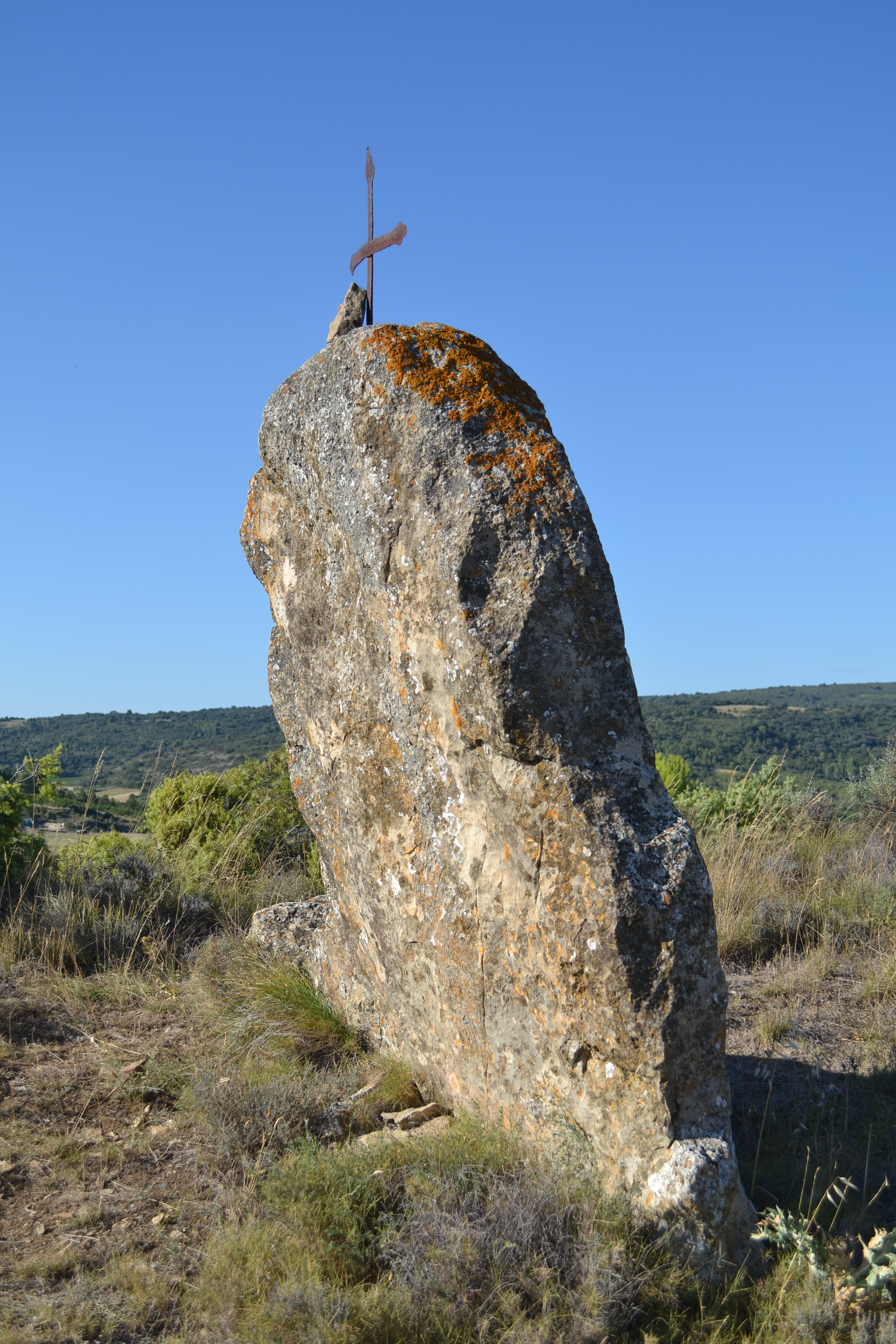
Pierre Droite

Rieux-en-Val liegt auf etwa 190 Metern Höhe ü. d. M. am Nordufer des – heute meist ausgetrockneten – Flüsschens Sou, einem Zufluss des Orbieu, in der gebirgigen und felsigen Landschaft der Corbières, an den Départementsstraßen 42 und 110, gut 11 Kilometer (Fahrtstrecke) westlich der ehemaligen Abtei Sainte-Marie de Lagrasse. Die nächstgrößere Stadt, Carcassonne, liegt etwa 28 Kilometer nordwestlich.

## Bevölkerungsentwicklung
| Jahr      | 1968 | 1975 | 1982 | 1990 | 1999 | 2006 | 2016 |
| Einwohner | 105  | 99   | 86   | 82   | 84   | 71   | 90   |

Bei der ersten Volkszählung in Frankreich im Jahre 1793 hatte der Ort 126 Einwohner; Ende des 19. Jahrhunderts waren es kurzzeitig über 200.

## Wirtschaft
Die Bewohner von Rieux-en-Val lebten jahrhundertelang – weitgehend nach dem Prinzip der Selbstversorgung – von den Erträgen ihrer steinigen Felder und von ihren Schafen und Ziegen; auch Wein wurde in geringem Umfang angebaut. Heute spielt der Tourismus (Vermietung von Ferienwohnungen (Gîtes)) eine wichtige Rolle für die Einnahmen des Orts.

## Geschichte
Zur Geschichte des Ortes liegen keine Angaben vor; die etwa 500 Meter östlich des Ortes gelegene mittelalterliche Brücke über ein heute oft ausgetrockneten und nur im Winter oder nach heftigen Sommergewittern wasserführendes Gewässer, weist jedoch darauf hin, dass hier ehemals ein häufig genutzter Weg verlief. Die Auftraggeber und/oder Erbauer der Brücke waren sehr wahrscheinlich Mönche der nahegelegenen Benediktinerabtei Lagrasse.

## Sehenswürdigkeiten
- Menhir Pierre Droite
- Die mit unregelmäßigen und nur etwas geglätteten Pflastersteinen belegte dreibogige und mehrfach leicht abgetreppte mittelalterliche Brücke ist von etwa 80 Zentimeter hohen seitlichen Brüstungsmauern eingefasst; sie ist insgesamt etwa 47 Meter lang und nur etwa 1,60 Meter breit. Die geringe Breite der Brücke macht es wahrscheinlich, dass es sich um eine reine Fußgänger- bzw. Reiterbrücke gehandelt haben muss. Zur Ableitung von Treibgut (Baumstämme und Steingeröll) sind die bachaufwärts befindlichen Pfeilerköpfe angespitzt. Ähnliche Brückenkonstruktionen finden sich noch des Öfteren im Mittelmeerraum (Italien, Balkan, Katalonien); sie werden zumeist in den Zeitraum vom 12. bis 15. Jahrhundert datiert. Warum man den Mittelbogen erhöhte, ist letztlich unklar – möglicherweise wollte oder konnte man (noch) keine Segmentbögen bauen, die – bei gleicher Spannweite – eine ebene Wegführung erlaubt hätten. Die Brücke wurde im Jahre 1926 in die Liste der Monuments historiques[1] aufgenommen.